# Sylvilagus nuttallii
Il silvilago di montagna (Sylvilagus nuttallii Bachman, 1837), o silvilago di Nuttall, è una specie nordamericana di Leporide.
È diffuso nella fascia intermontana che va dalla Columbia Britannica e dal Saskatchewan meridionali, in Canada, fino alla California meridionale, al Nevada, all'Arizona centrale e al Nuovo Messico nord-occidentale, negli Stati Uniti.
Ricoprendo un'area molto esteso, occupa habitat diversi a seconda dell'areale. A nord vive soprattutto nelle boscaglie di Artemisia tridentata (o sagebrush), mentre a sud si incontra con più facilità in aree boschive.
Questo silvilago, lungo 33,8-37,1 cm, si nutre tutto l'anno di Artemisia tridentata e ginepro, ma in primavera ed estate consuma anche moltissima erba. Dopo una gestazione di 28-30 giorni, la femmina dà alla luce da quattro a sei coniglietti. Come tutti i conigli, anche questa è una specie molto prolifica, tanto che ogni anno una femmina può partorire da due a cinque nidiate. Il periodo della riproduzione varia a seconda della distribuzione.